# Cammini di Santiago in Spagna
I cammini di Santiago in Spagna sono una serie di vie di pellegrinaggio che hanno come meta finale la città di Santiago di Compostela.
L'ubicazione di Santiago di Compostela nell'estremo nord occidente della penisola iberica, e nel sud occidente d'Europa, hanno fatto sì che, nel corso dei secoli, i popolosi pellegrinaggi alla città dell'Apostolo abbiano forgiato un ricco patrimonio artistico e culturale in tutta la geografia spagnola, arricchito, in molti casi, da un ambiente naturale di straordinario valore paesaggistico ed ecologico. 
Lo stato di conservazione, fruizione e studio di ciascuno dei percorsi storicamente noti è molto vario, sebbene vi sia una generale predisposizione a farne uno strumento culturale, turistico, sportivo e religioso che collabori alla manutenzione, al restauro e all'arricchimento dei luoghi attraversati dai diversi percorsi. 
È anche un cammino vivo a cui si aggiungono altri percorsi che ogni anno, nuovi e moderni pellegrini, costruiscono, sfruttando i percorsi storici ai quali ne aggiungono nuovi di singolare fascino. 
Lungo i secoli, questi tragitti religiosi e commerciali sono venuti ad arricchire ancora di più il patrimonio artistico e culturale di queste terre, dove una lunga storia, forgiata dalle molte civiltà che le hanno popolate, è l'unica responsabile di quello che è uno dei più ricchi e vari del pianeta.
Nel 1993 il Cammino di Santiago francese è stato riconosciuto come Patrimonio dell'umanità dall'UNESCO con il nome di Cammino di Santiago di Compostela. Nel 2015 è stata ampliata la dichiarazione del bene ad altri quattro tragitti del nord e si è passati a denominarli "Cammini di Santiago di Compostela: Cammino francese e Cammini del Nord della Spagna".

## Cammini

### Cammini di Santiago in Galizia

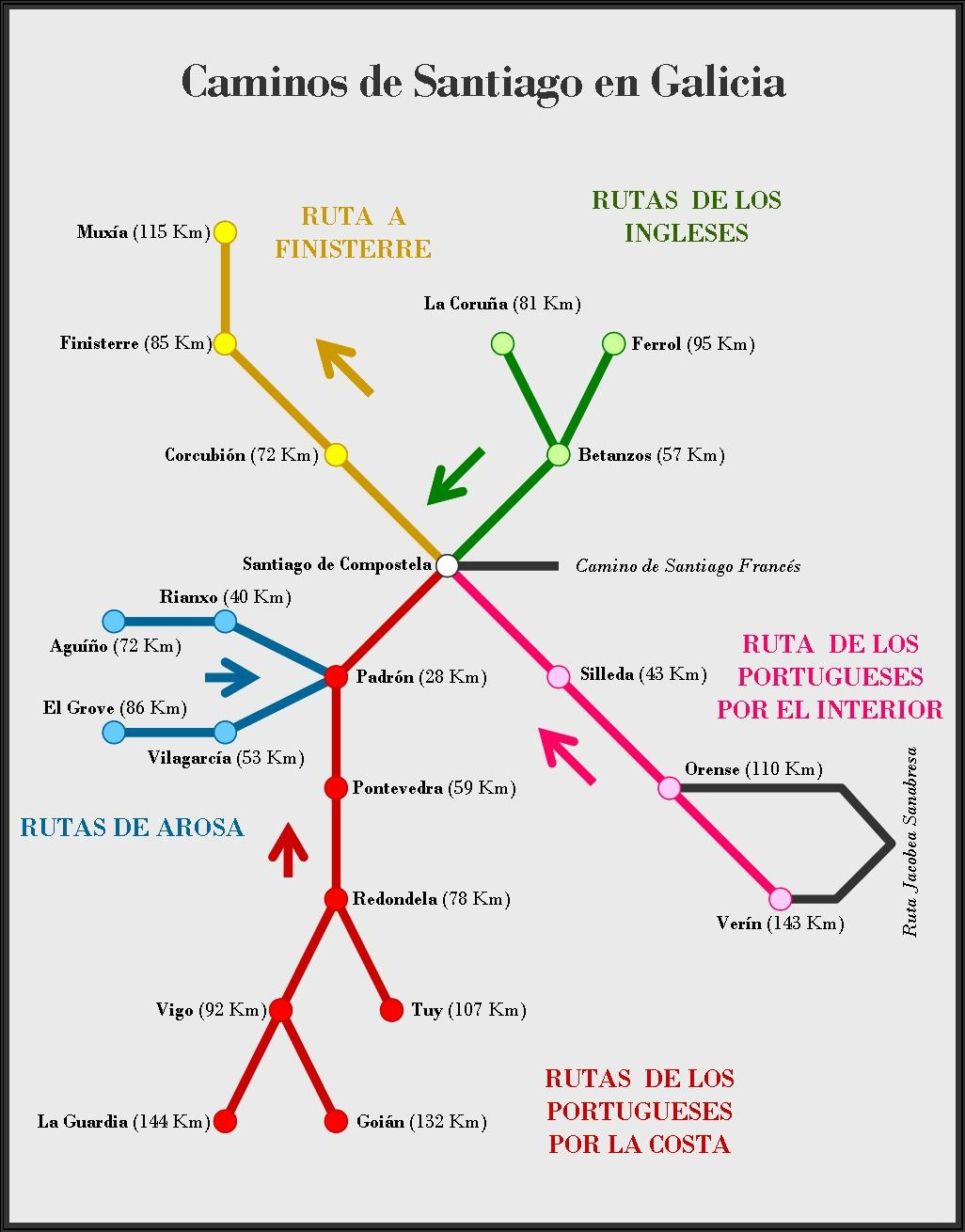
Mappa degli itinerari dei Cammini di Santiago in Galizia.

Da praticamente qualsiasi punto della Galizia si può giungere a Santiago. Non per niente, nel presente la città ostenta il rango di capitale amministrativa e politica della Comunità autonoma.
Dai quattro punti cardinali arrivano i tragitti di pellegrinaggio a Santiago di Compostela:
- Dal nord, il Cammino degli inglesi deve il suo nome al fatto che i porti di Ferrol e La Coruña erano quelli scelti maggiormente dai pellegrini provenienti dalle Isole britanniche per avviare il cammino a piedi nelle terre galiziane.
- Dal sud, i Cammini interni e costieri dei portoghesi sono il prolungamento galiziano dei tragitti seguiti dai pellegrini del paese atlantico.
- Dall'ovest, il Cammino marittimo o del Rio di Arosa è l'unico che permette di fare la maggior parte del tragitto sull'acqua, addentandosi fino a Padron (A Coruña) e va dal mare, attraverso il fiume Arosa, per risalire il corso del fiume Ulla. Secondo la tradizione è questo tragitto quello che utilizzarono i discepoli dell'Apostolo per portare il suo corpo fino alle terre compostelane quando giunsero per via mare da Gerusalemme.
- Dall'est, il Cammino di Santiago francese[2], considerato il tragitto principale dove confluiscono la maggiore parte dei pellegrini, sia nazionali che europei.
- Esiste inoltre un altro tragitto che parte della capitale Compostela per portare i pellegrini alle magiche comarche del Finisterre, luogo dal quale prende il nome il cammino: cammino di Santiago a Fisterre.

La dotazione di tutti i tragitti galiziani per quanto riguarda infrastrutture, segnalazioni e documentazione informativa è delle più complete.

### Cammini di Santiago francesi

Mappa degli itinerari dei Cammini di Santiago francesi in Spagna.

Il Cammino di Santiago francese è il più percorso e conosciuto cammino di Santiago in Spagna. Conduce fino a Santiago di Compostela i pellegrini che dall'Europa continentale attraversano la Francia e entrano nella penisola attraversando i Pirenei. 
È il luogo di ingresso dai quali iniziano i due principali tragitti alternativi che dispone questo cammino:
- Il cammino franco-navarro inizia dal passo di Roncisvalle (Navarra) proveniente da Saint-Jean-Pied-de-Port, dove confluiscono diversi tragitti più importanti dalla Francia. Viene considerato il tragitto principale ed è noto come Cammino francese di Santiago.
- Il cammino franco-aragonese, tramite il passo del Somport (Huesca) proveniente da Tolosa, si snoda dalla Provincia di Huesca e passa per quella di Saragozza e la Navarra.

Nella località di Puente la Reina (Navarra) confluiscono i due tragitti precedenti, dando luogo al cammino principale che, verso ovest, transita per la Navarra, La Rioja e le province di Burgos, Palencia, León, Lugo e A Coruña.
Lungo il suo percorso, i pellegrini europei sono accompagnati da quelli spagnoli che si uniscono tramite gli altri cammini che attraversano la penisola iberica. Non stupisce, quindi, che in esso ci siano la maggior parte delle testimonianze di fervore religioso e di servizi per il pellegrino, che si traducono in segnali sulle strade, templi, ospedali e ricoveri, molti dei quali si sono conservati in buone condizioni dopo secoli.
Questo tragitto, di grande ricchezza culturale, artistica e paesaggistica, è ben documentato e dotato di segnaletica e infrastrutture adeguate.

### Cammini di Santiago del nord

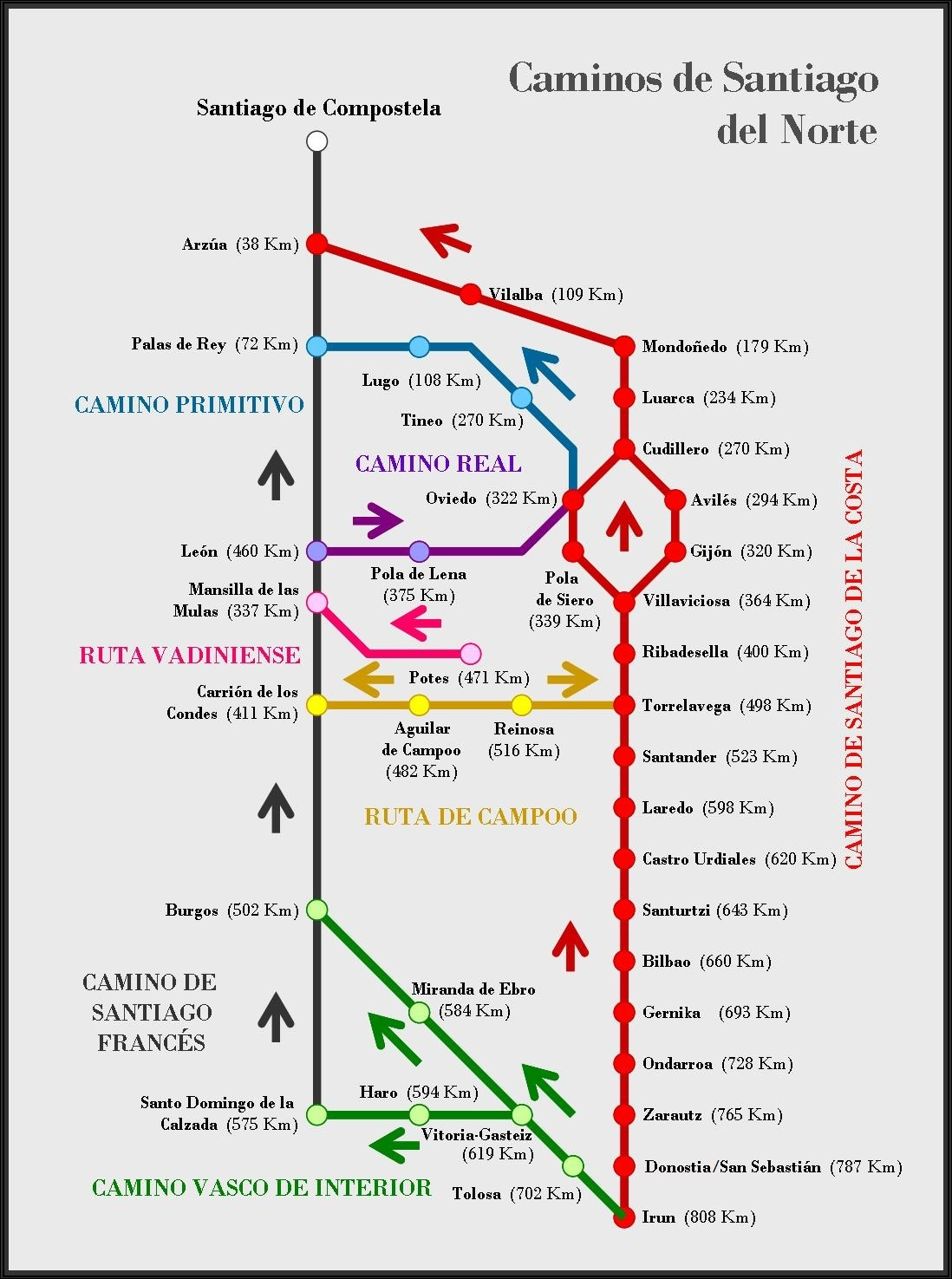
Mappa degli itinerari dei Cammini di Santiago in Spagna: Tragitti del Nord.

Dalle regioni più occidentali della Francia, i pellegrini entrano in Spagna da Irun (Gipuzkoa) e vanno unendosi a quelli che iniziano il tragitto in qualsiasi porto della costa cantabrica, provenienti tanto delle comarche prossime come da qualsiasi altra dell'Europa Settentrionale.
Sono numerose le connessioni di questo tragitto con il Cammino di Santiago francese nel suo ampio sviluppo di più di 800 km, dando luogo a distinti tragitti alternativi. 
- Considerato come il tragitto principale in quanto il più popoloso, il cammino de la Costa è utilizzato dalle popolazioni costiere per addentrarsi nelle terre interne vicino al confine tra Asturie e la provincia di Lugo. Più avanti raggiunge il cammino di Santiago francese nella località di Arzúa.
- Il vecchio cammino di Santiago o cammino dimenticato è stato uno dei principali tragitti del nord durante il Medioevo, dal IX fino al XIII secolo approssimativamente, utilizzato molto frequentemente, poiché i pellegrini arrivati di tutte parti, potevano proteggersi meglio dai musulmani del sud. Via via che la Reconquista avanzava nei regni musulmani, questo cammino andò perdendo affluenza, a favore del cammino di Santiago francese, fino al suo totale oblio, e da lì il suo nome. È un percorso montagnoso di grande valore naturalistico e culturale che si snoda parallelamente al cammino francese, da Bilbao fino a Ponferrada, alle falde sud della Cordigliera Cantabrica.
- Il cammino primitivo di Santiago deve il suo nome al fatto di essere stato il primo cammino, che andava tra l'allora capitale del Regno delle Asturie, Oviedo, e la da poco ritrovata tomba dell'apostolo Santiago il Maggiore. Il re Alfonso II delle Asturie è considerato il primo pellegrino di questo percorso dato che appena venne a sapere la notizia ricoprì la distanza tra Oviedo e il luogo della scoperta, dove sorse poi la futura Santiago di Compostela.

Il tragitto di coloro i quali accedevano dal cammino francese ad Oviedo, per continuare verso Santiago di Compostela per il tragitto precedente, è noto come cammino reale di Santiago e ha la sua origine nella città di León.
- Un tragitto su cui non esistono molte informazione è il cammino Vadiniense tra la località cantabrica di Potes e quella di Mansilla de las Mulas.
- Un'altra alternativa al tragitto principale è il cammino di Campoo utilizzato da alcuni pellegrini all'altezza di Torrelavega per raggiungere il cammino francese nella località di Carrión dei Conti (Palencia).
- Il cammino interno basco non ha relazione con il tragitto principale, salvo nell'origine, condividendo soltanto la città di Irun, visto che addentrandosi nelle terre basche, i pellegrini raggiungono il cammino francese nelle località di Burgos o Santa Domenica de la Calzada (La Rioja).

### Cammini di Santiago della Via de la plata

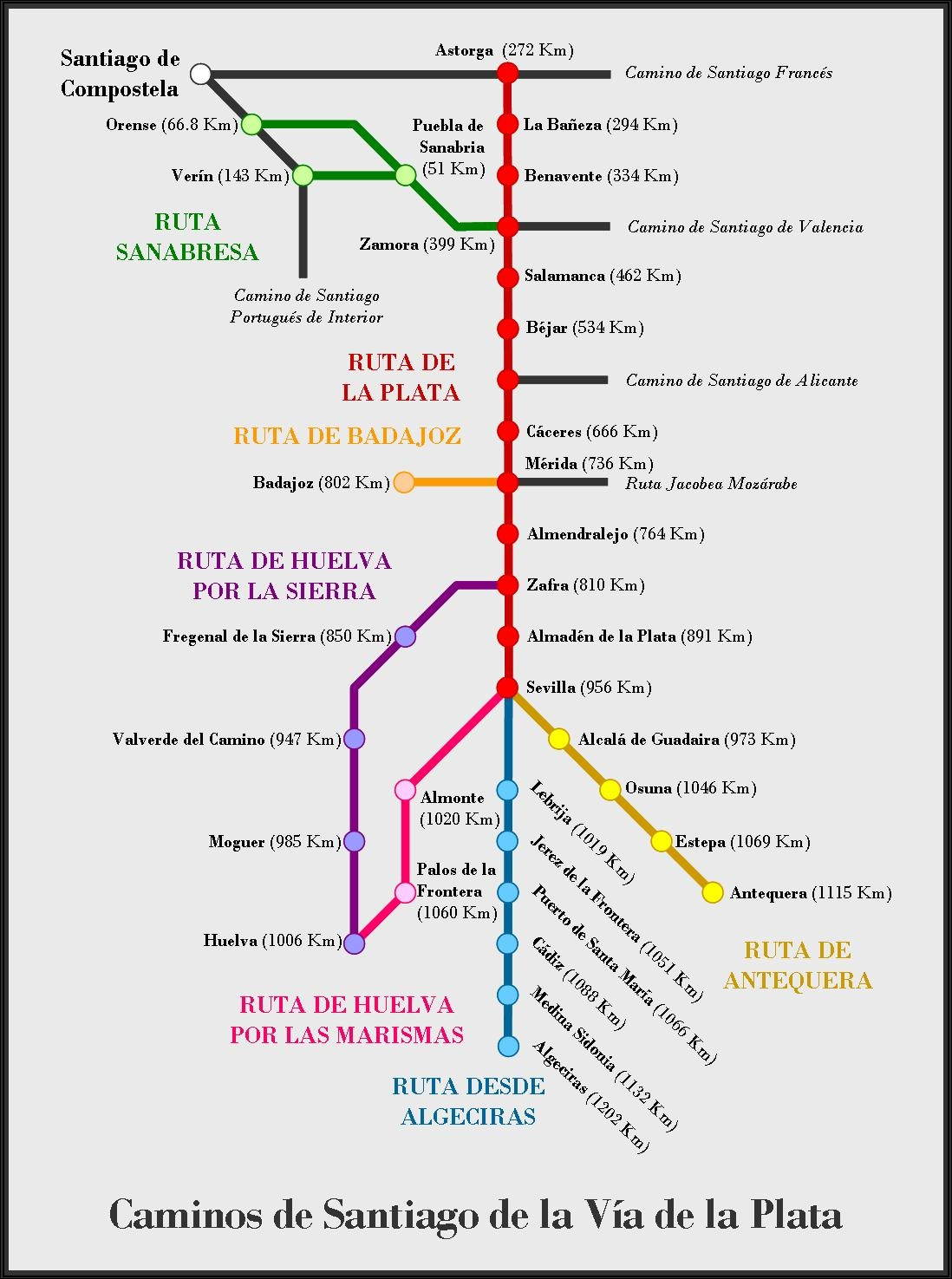
Mappa degli itinerari dei Cammini di Santiago in Spagna: Via de la plata.

Questo insieme di tragitti hanno come asse centrale lo storico tragitto commerciale conosciuto come via de la plata, della quale seguono il tracciato nella quasi totalità della stessa, anche se all'arrivo ad Astorga (Leon) abbandonano il tragitto commerciale per continuare per Santiago di Compostela attraverso il cammino di Santiago francese.
I percorsi più conosciuti sono:
- Il tracciato principale che porta i pellegrini da Siviglia fino alla città di Astorga.
- A Zamora, i pellegrini possono optare per prendere il cammino sanabrese che passa tramite la provincia di Orense, dove si unisce al cammino interno dei portoghesi nella capitale della citata provincia o nella località di Verín.

Come tragitti associati a questi è possibile citare i prolungamenti che esistono per raccogliere i pellegrini di altre regioni vicine:
- Il cammino da Badajoz conduce i pellegrini fino a Mérida.
- Da Huelva si può accedere tramite il cammino per la Serra che conduce fino a Zafra.
- A Siviglia arriva un'alternativa al precedente: il cammino di Huelva per la Marisma.
- Dal Campo di Gibilterra parte il prolungamento del cammino da Algeciras.
- Il cammino da Antequera porta i pellegrini da detta città e converge con i due precedenti nella città di origine della via de la plata.

### Cammini di Santiago dell'Ebro

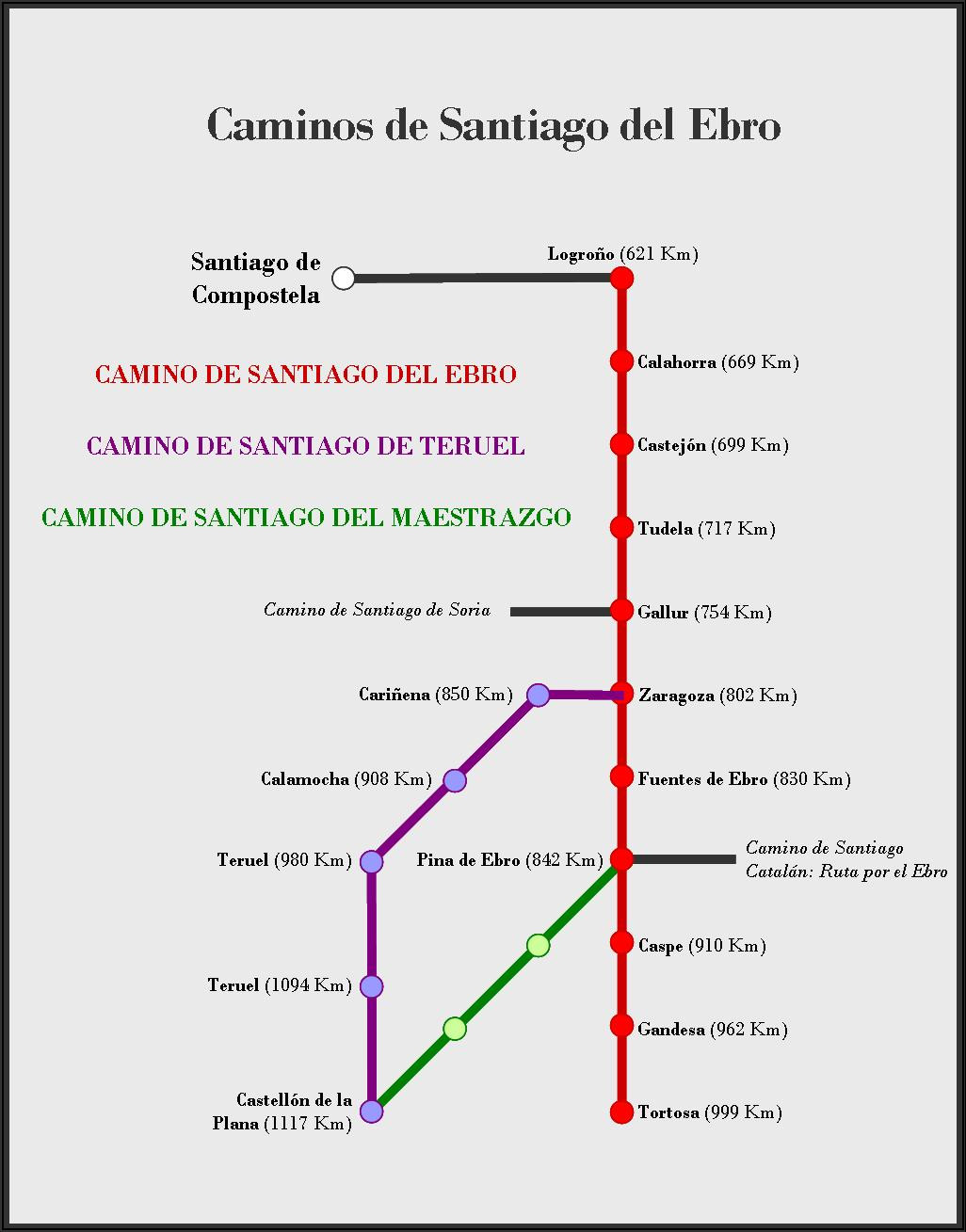
Mappa degli itinerari dei Cammini di Santiago dell'Ebro.

Ha la sua origine a Tortosa (Tarragona), città dalla quale si dirige verso Santiago di Compostela snodandosi parallelamente al corso dell'Ebro, che le dà il nome, fino ad unirsi al cammino di Santiago francese nella città di Logroño.
Lungo il suo corso va ricevendo le affluenze dei pellegrini che provengono da altre comarche della Catalogna, dal nord della Comunità Valenciana e dal sud dell'Aragona.
Al cammino principale si uniscono altri tragitti che configurano il gruppo dei cammini dell'Ebro.
- A Pina de Ebro (Saragozza) si unisce il cammino di Santiago del Maestrazgo.
- A Saragozza arrivano i pellegrini che provengono dal cammino di Santiago di Teruel.

Inoltre, Pina de Ebro riceve l'affluenza di pellegrini che provengono dal cammino dell'Ebro dei cammini di Santiago catalani.
Nell raggiungere la località di Gallur, molti pellegrini preferiscono prendere il cammino di Santiago castigliano-aragonese orientale per raggiungere il cammino dei francesi dal cammino della Lana a Mamolar (Burgos)
Tutto il tragitto è ben segnalato sin dalla sua origine, anche se dei primi tratti non esiste una sufficiente documentazione stampata.

### Cammini di Santiago di Castiglia

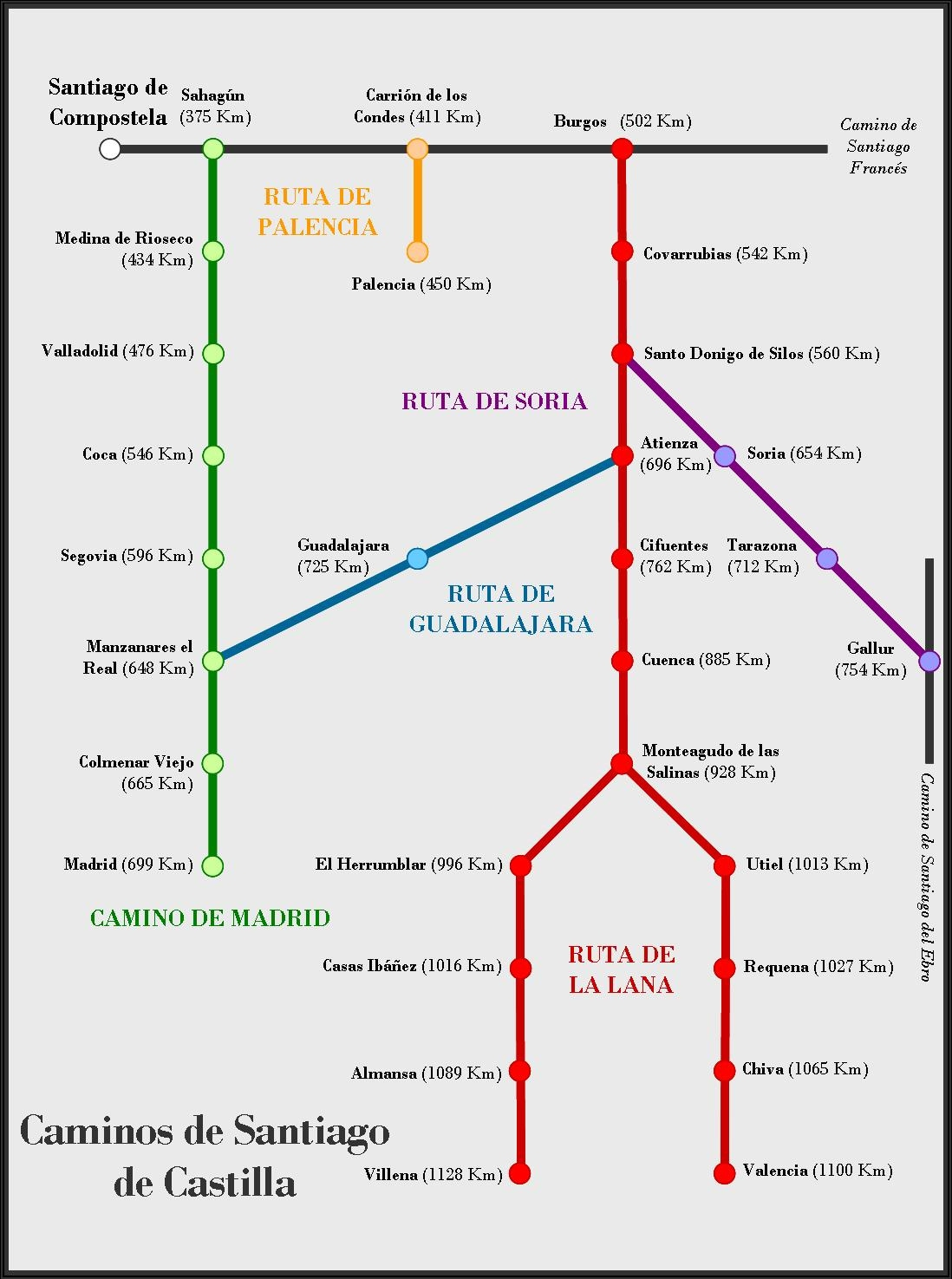
Mappa degli itinerari dei Cammini di Santiago in Spagna: cammini di Castiglia.

Dalle diverse regioni della Castiglia partono tragitti che conducono i pellegrini alla città di Santiago di Compostela attraverso il cammino francese. 
Questi tragitti hanno la caratteristica speciale di attraversare il centro della penisola iberica, e servono da collegamento per gli altri cammini che conducono alla città dell'Apostolo.
Cinque sono i tragitti compresi in questo gruppo:
- Il cammino di Madrid ha il suo inizio nella capitale spagnola e si collega al cammino francese nella città di Sahagún.
- Il cammino di Santiago di Alcalá de Henares inizia nella città complutense e arriva a Segovia passando per Torrelaguna e Rascafría. A Segovia si allaccia al cammino di Madrid.
- Il cammino di Santiago da Palencia parte dalla citata città castigliano-leonese per condurre i pellegrini a Carrión de los Condes, dove prenderanno il cammino francese.
- Il cammino de la Lana sfrutta il tracciato delle Cañadas Reali e vie pecuarie, tragitti commerciali che gli danno il nome. L'origine di questo cammino è la città di Alicante e la sua destinazione è il cammino di Santiago francese nella storica città di Burgos. Il tratto iniziale del cammino de la Lana (Alicante-Caudete) è comune al tracciato del cammino del sud-est, separandosi a Caudete. Esistono varie "diramazioni" del cammino de la Lana, per coloro che provengono dalle città di: Cartagena e Murcia (cammino dell'Azahar che si unisce a quello della Lana a Carrascal, vicino alla località albacetana di Alpera); Orihuela (diramazione sud dei cammini del sud-est e de la Lana ad Alicante, che si unisce a quello de la Lana a Novelda); La Vila Joiosa/Benidorm (diramazione centrale dei cammini del sud-est e della Lana ad Alicante, che si unisce al cammino de la Lana a Villena); Calpe (diramazione nord dei cammini del sud-est e de la Lana ad Alicante, che si unisce al cammino de la Lana a Villena); Maiorca e Xabia/Jávea (cammino dell'Alba, che si unisce a quello de la Lana ad Almansa); Valencia (Camí di Requena, che si unisce a quello de la Lana nel villaggio di Monteagudo delle Salinas); Calzada de Calatrava (cammino dei calatravi, che attraversa il cammino de la Lana nel paesino delle Inviernas); Guadalajara (cammino di Guadalajara, che si unisce al cammino de la Lana nel villaggio di Mandayona); Gallur (cammino castigliano-aragonese orientale, che connette la località saragozzana di Gallur, nel cammino dell'Ebro, con il paesino di Mamolar, vicino a Santa Domenica de Silos).
- Il cammino del sud-est è un tracciato che ha origine ad Alicante, il cui primo ramo è condiviso con il cammino de la Lana fino al villaggio di Caudete.
- I cammini da Guadalajara sono tributari di queste due ultimi tragitti, portando i pellegrini dalla città che dà loro il nome fino alla località madrilena di Manzanares el Real nel primo, o Mandayona nel secondo.
- Il cammino di Soria è un tracciato che collega il cammino dell'Ebro a Gallur (Saragozza) con il cammino de la Lana a Mamolar (Burgos).
- Il cammino castigliano-aragonese orientale è un tracciato che unisce il cammino dell'Ebro (nella località saragozzana di Gallur) con il cammino de la Lana (nel villaggio di Mamolar)

### Cammini di Santiago di Catalogna

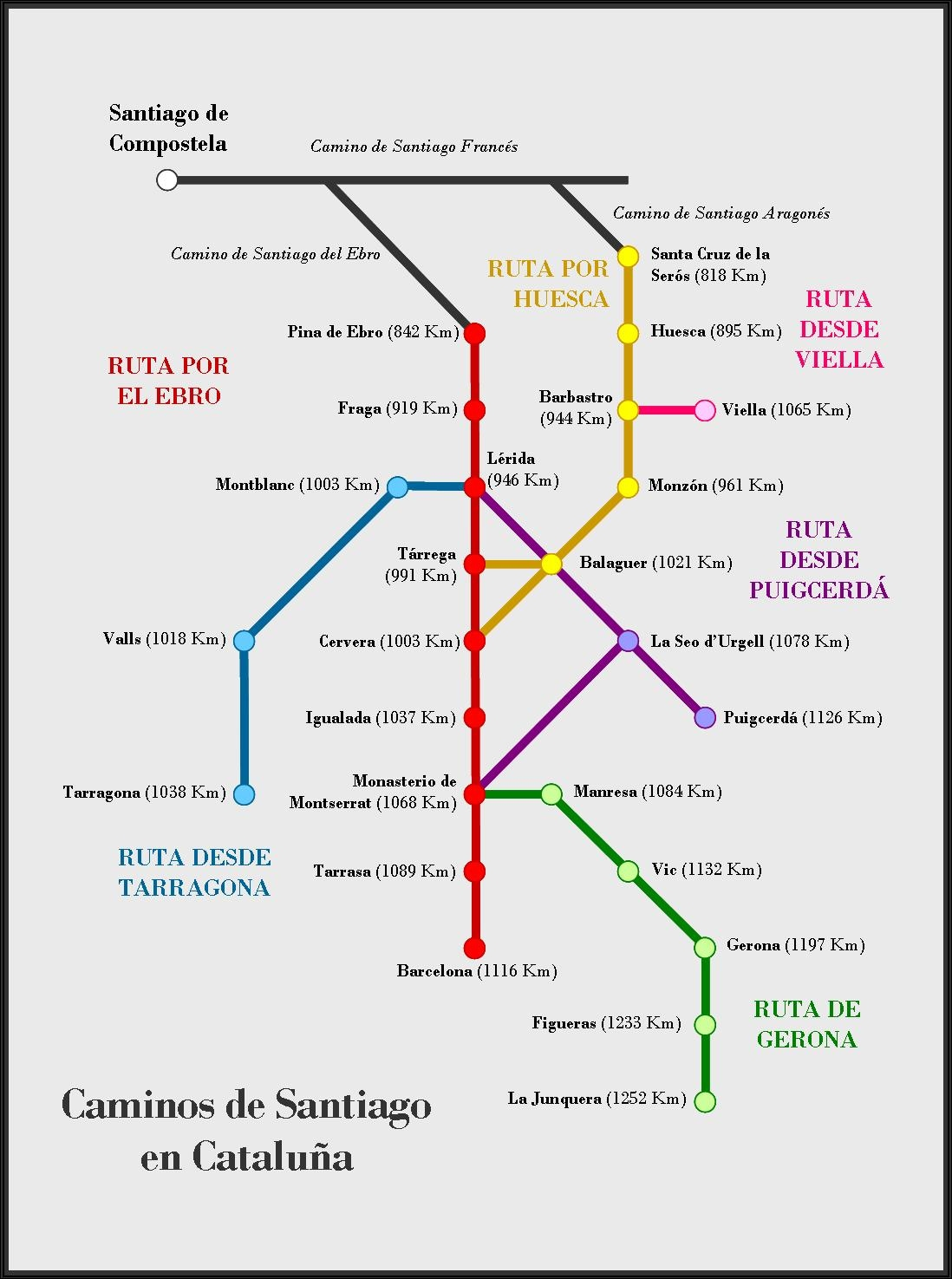
Mappa degli itinerari dei Cammini di Santiago Catalani.

Il camí di Sant Jaume o cammino di Santiago catalano è un gruppo di tragitti che tradizionalmente sono seguiti dagli abitanti di questa regione geografica, nonché da coloro che provengono dai paesi mediterranei che sbarcano nei suoi porti o attraversano il confine ispano-francese nelle sue regioni più orientali.
Anche se il tracciato è segnalato e documentato da Barcellona, molte delle associazioni di pellegrini catalani hanno deciso di prendere come punto di origine il Monastero di Montserrat, per incamminarsi da lì per il cammino dei francesi. L'entità incaricata della diramazione principale, ossia, quella che va da Montserrat a Lleida, è l'Associació d'Amics del Camí di Sant Jaume di Sabadell che ha pubblicato tre guide di questo itinerario .
- Il camí di Sant Jaume conduce i pellegrini fino a Pina de Ebro. In questa località si uniscono al cammino dell'Ebro, proveniente da Tortosa, e da qui entrambi gli itinerari seguono un uguale tragitto fino Logroño.
- La seconda opzione, cammino per Huesca, è prendere, dalle località di Cervera o Tàrrega (Lleida), il cammino che conduce al monastero oscense di San Juan de la Peña, dove si uniscono al cammino di Santiago aragonese.

Esistono, inoltre, tragitti tributari di entrambe le vie che conducono i pellegrini catalani nei punti del tracciato principale.
- Il cammino di Gerona comincia nella Junquera (Gerona) e arriva ad unirsi ai presenti nel Monastero di Montserrat.
- Il cammino da Tarragona converge con il principale a Lleida.
- Dal passo frontaliero che gli dà il nome, il cammino da Puigcerdá, i pellegrini possono optare per dirigersi al monastero o raggiungere Balaguer (Lleida) (cammino per Huesca) o Lleida (cammino dell'Ebro).
- Da parte sua, il cammino da Viella si dirige per la località di Barbastro (Huesca) e continua fino a raggiungere il cammino aragonese.

Il tragitto che dall'Ebro giunge fino a Barcellona è dotato di guida e segnalazioni adeguati, e il tragitto di Huesca, fino a detta città, è dotato di segnalazioni, ma non ci sono informazioni stampate per i pellegrini. Nel resto dei tragitti, al momento, non esiste alcuna informazione.

## Cammini di Santiago del Levante

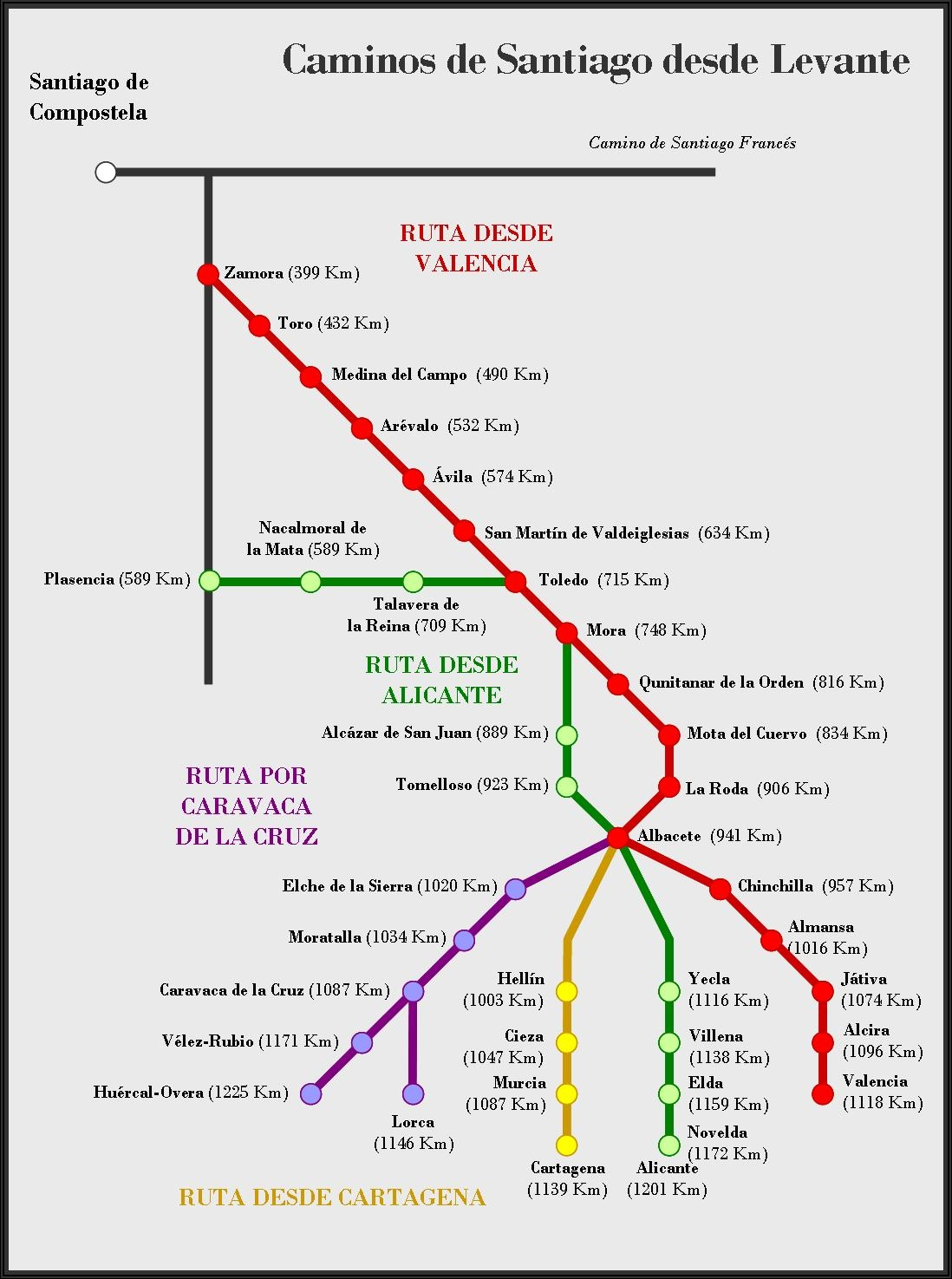
Mappa degli itinerari dei Cammini di Santiago in Spagna: cammini da Levante.

Dal Mediterraneo sud-orientale partono i cammini del Levante, che solcano la penisola iberica in senso nord-occidentale fino a raggiungere la via de la plata.
Le città di Valencia, Alicante e Cartagena sono le origini dei tragitti storici, ma altre località, come Lorca (Murcia) o Huércal-Overa (Almería), contano una certa documentazione di recenti pellegrinaggi in epoche moderne.
I quattro tragitti confluisce ad Albacete e da qui a Santiago di Compostela esistono numerose alternative, poiché descrivono due tracciati quasi paralleli che confluiscono in non pochi punti del cammino:
- Il cammino di Santiago di Levante da Valencia può considerarsi quello che traccia il tragitto più settentrionale, affluendo alla via de la plata nella città di Zamora.
- Il cammino di Santiago di Levante da Alicante traccerebbe, pertanto, il tragitto che va più a sud e che viene a confluire con la via de la plata nella città di Plasencia (Cáceres).
- Il cammino di Levante da Cartagena parte da questa città e conduce i pellegrini fino ad Albacete passando per la capitale murciana.
- Per ultimo, il tragitto più recente di cui si dispone documentazione e che ancora è in sviluppo, è il cammino per Caravaca la Cruz che, partendo dalle località di Lorca e Huércal-Overa, arriva alla città di unione di tutti i precedenti, dopo esser passato per la località murciana che gli dà il nome.

### Cammino del sud-est
Questo è il cammino che con maggior frequenza viene utilizzato da coloro che provengono dal sud-est peninsulare. Parte della città di Alicante, per addentrarsi nella Valle del Vinalopó per Elda e Villena. Dopo si dirige verso l'altiplano murciano, attraversando Yecla, e addentrandosi nelle terre di Castiglia-La Mancia. Nella città di Albacete, incontra il valenziano cammino del Levante, da dove entrambi seguono un tracciato quasi parallelo, che giunge ad Avila. Di fatto molti pellegrini prendono biforcazioni facendo percorsi alternativi tra tappe dei tragitti di sud-est e Levante, tramite le comarche di Castiglia-La Mancia. 
Da Avila in avanti il tragitto da seguire è lo stesso in entrambi i cammini fino ad arrivare a Tordesillas. Lì il cammino del Levante devia per Toro, mentre quello del sud-est continua fino ad arrivare a Benavente, la sua tappa finale. Lì si allaccia con la via de la plata, dove prende il tratto Benavente-Astorga, e una volta lì, si allaccia al cammino francese fino a Santiago di Compostela.

### Cammini di Santiago mozarabici

Mappa degli itinerari dei Cammini di Santiago in Spagna: cammini mozarabici.

I tragitti mozarabici sono una rete di sentieri utilizzati dai pellegrini andalusi dopo la Reconquista per arrivare a Santiago di Compostela. 
- Si considera tragitto principale o cammino di Santiago mozarabico quello che partendo da Granada raggiunge la via de la plata a Mérida dopo aver attraversato Cordova.
- Da questa ultima città e dalla località di Alcaudete, nella provincia di Jaén, partono i cammini mozarabici per Toledo che, dopo essersi uniti nella Ciudad Real, arrivano alla città castigliana che dà il nome al tragitto, potendo raggiungersi da qui il cammino di Madrid nella capitale di Spagna.
- Il cammino mozarabico da Málaga porta i pellegrini dalla capitale della Costa del Sol fino a quella cordovese di Castro del Río, dove si allaccia al tragitto principale.
- Da parte sua, è a Granada che inizia il percorso principale dove termina il cammino da Almería, che ha la sua origine nella città andalusa della quale prende il nome.

In atto, esiste soltanto documentazione e segnalazioni per il pellegrino nel tragitto principale, essendo allo studio il prolungamento del tragitto da Málaga.